# Калидаса
Калидаса (на санскрит: कालिदास, Kālidāsa IAST, буквално „Слуга на богинята Кали“) е индийски писател, смятан за най-значимия поет и драматург в литературата на санскрит.
Времето, по което е живял, не е точно установено, но се предполага, че е работил около 4 – 5 век, в периода на разцвет на империята Гупта. Легендите за Калидаса го изобразяват като пастир, който благодарение на силата на своя талант се издига до нивото на придворен поет. Пиесите и поезията му се основават върху сюжети от индуистката митология и философия, но главен източник на вдъхновение за него е природата и животът на народа. Калидаса оказва силно и трайно влияние върху развитието на по-късната индийска литература. До наши дни са се съхранили две придворни епически поеми, три пиеси и образци на лирическа поезия със спорно авторство. На Запад Калидаса е известен най-вече с това, че е автор на пиесата Шакунтала, шедьовър на изискан опит, пълен с лирични и описателни вложки.

## Биография
Както при повечето класически индийски автори, много малко се знае за личността на Калидаса и дори основни факти, като времето и мястото, на което е живял, не са добре изяснени. Поемите му навеждат на идеята, че вероятно той е брахман, следващ ортодокалния индуизъм. Името Калидаса буквално означава „служещ на Кали“. Индийската традиция приема, че Калидаса е живял около първи век от новата ера, но характера на творчеството му и в частност използваната поетическа техника дават основания датировката да се измести към 4 век. Според други изследователи Калидаса дори е живял през 5 век, по време на разцвета на династията Гупта, чиито царе носили титлата Викрамадити.
Според легендата, поетът е известен със своята красота, която привлича вниманието на една принцеса, Видиотима, която се омъжва за него, но тъй като той е необразован, тя се срамува от неговото невежество и недодяланост. Поклонник на богинята Кали (според друг вариант – на Сарасвати), Калидаса я моли за помощ, когато се опитва да се самоубие, след като е унизен от съпругата си, и по този начин се сдобива бързо с извънредни познания. Оттук идва и името му, което означава „Роб на богинята Кали“. Така той става един от най-блестящите придворни на Викрамадитя.
Според друга легенда Калидаса умира в Шри Ланка, убит от придворен на Кумарадаса.
Съвременните хипотези сочат като място, където е живял Калидаса, района на Хималаите, на Уджайн или Калинга. Основание за тях дават съответно подробното описание на Хималаите в поемата „Кумарасамбхава“, изразената в „Мегхадута“ привързаност към Уджайн и възхвалите към калингския владетел Хемангада в „Радхувамса“.

### Датиране
Най-късната дата на живота на Калидаса е 634 г., когато в храмовия комплекс Айхоле са описани неговите умения. Най-ранната възможна дата се определя от героя на пиесата „Малавикагнимитра“ Агнимитра, който е действителен владетел на Магадха от династията Сунга, заел трона през 152 г. пр.н.е. Езиковите особености на пракритските диалекти, използвани от някои второстепенни герои в пиесите на Калидаса, дават основание да се предположи, че той не е живял преди 3 век.
В своите произведения Калидаса не споменава като свой благодетел конкретен владетел или династия, освен Сунга, но някои изследователи приемат за достоверна легендата за връзката му с Викрамадитя. Известни са няколко владетели с това име, сред които и владетеля на Уджайн, който основава Викрама Самват след своята победа над саките през 56 година пр.н.е. Други автори търсят възможни връзки с династията Гупта в периода 300 – 470 г.
M R Kale в увода на своя превод на „Кумарасамбхава“ и Saradaranjan Ray във въведението към превода на Abhijnana Sakunthalam, слагат датата на Калидаса около 56 г. пр. Хр. или по-рано.

## Творчество

### Пиеси
Калидаса е автор на три пиеси. Сред тях, Abhijñānaśākuntalam („В знак на признателност към Шакунтала“) се оценява като истински шедьовър. Тази пиеса е една от първите творби на Калидаса преведена както на английски, така и на много други езици впоследствие.
- Mālavikāgnimitram („Малавика и Агнимитра“) разказва историята на цар Агнимитра, който се влюбва в портрета на прокудената слугиня Малавика. Когато царицата разкрива страстта на съпруга си към момичето тя се разгневява и заповядва да я хвърлят в тъмница. Но както в приказките, тук се намесва съдбата и се разбира, че Малавика в действителност има истинска царска кръв и по този начин това прави любовта и с царя възможна.

- Abhijñānaśākuntalam („В знак на признателност към Шакунтала“) разказва как цар Душианта по време на лов се натъква на Шакунтала, доведената дъщеря на един маг, и се оженва за нея. Но зла беда ги спохожда, когато той трябва да се върне в двореца: Шакунтала, бременна с тяхното дете, без да иска, обижда гостуващ магьосник, които ги проклина. Според проклятието Душианта ще я забрави напълно докато не види пръстена, който ѝ е подарил. При своето пътуване към царския двор на Душианта Шакунтала, вече в напреднала бременност, загубва пръстена и се явява в двореца като напълно непозната чужденка. В това време пръстена е намерен от един рибар, който веднага познава царския печат и го връща незабавно на собственика му Душианта. В този момент той възвръща паметта си и си спомня за любимата си Шакнтала. Той веднага праща слугите си да я открият и след много пътешествия и премеждия те отново се събират.

- Vikramōrvaśīyam („Викрама и Урваши“) разказва историята за смъртния цар Пуруравас и божествената нимфа Урваши, която се влюбва в него. Като безсмъртна тя е принудена да се върне в небесата, където е спохожда нещастие и е наказана да се върне на земята като смъртна. Освен това над нея тегне проклятие в момента, който нейният любим съзре тяхната рожба тя ще умре и ще се възнесе отново в на небето. След редица премеждия, в това число и превръщането на Урваши в лоза, проклятието е развалено като на двамата влюбени е разрешено да останат на земята.

### Поезия
Калидаса е автор и на две епични поеми, Raghuvaṃśa („Династията на Гагху“) и Kumārasambhava („Раждането на Кумара“). Създател е и на две лирични поеми Meghadūta („Облака предвестник“) и Ṛtusaṃhāra („За сезоните“).
- Raghuvaṃśa е епична поема за царете на династията Радху. Състои се от 19 песни.[12]
- Kumārasambhava е епична поема, която разказва за раждането на Kartikeya.
- Ṛtusaṃhāra описва шест сезона, като разказва преживяванията на двама влюбени във всеки един от тях.[13][14]
- Meghadūta или Meghasāndesa е историята на един индийски природен дух якша, който се опитва да изпрати съобщение до своята любима през облак. Това е едно от най-популярните стихотворения на Калидаса.

Смята се, че Калидаса е завършил своята Meghadūta в „Kalidas Smarak“, който се намира в Ramtek, Махаращра, Индия. Вътре има няколко рисунки на произведения на Калидаса, както и надписи от Meghadūta.